# Лю Ся (тяжелоатлетка)
Лю Ся (кит. 刘霞; род. 16 января 1981) — китайская тяжелоатлетка, представлявшая Китайскую Народную Республику и Макао. Выступала в весовой категории до 63 килограммов. Чемпионка мира и чемпионка Азии.

## Биография
Лю Ся родилась 16 января 1981 года. Она представляла Макао до 2002 года, после чего стала выступать за Китай до 2009 года, а затем вновь стала представлять Макао.

## Карьера
Лю Ся стала чемпионкой мира 2002 года в Варшаве в весовой категории до 63 килограммов. Лю Ся подняла 242,5 килограмма в сумме двух упражнений (в рывке 107,5 кг и в толчке 135 кг).
С 2003 стала выступать за Китай. На чемпионате мира 2003 года в Ванкувере она стала серебряным призёром несмотря на то, что улучшила свой прошлогодний результат на 2,5 кг. Лю Ся подняла в рывке 107,5 кг, а в толчке сумела улучшить свой результат, зафиксировав успешную попытку на 137,5 кг.
На университетском Кубке мира 2005 года она завоевала золото с результатом 227 кг (98 + 129). В том же году приняла участие на чемпионате мира в Дохе, где завоевала бронзовую медаль с результатом 238 кг (105 + 133).
В последний раз она представляла Китай на чемпионате Азии 2009 года, где завоевала золотую медаль с результатом 231 кг (101 + 130).
На Играх Восточной Азии 2009 года Лю Ся стала вновь представлять Макао и заняла второе место в весовой категории до 63 килограммов. Она подняла 221 килограмм.
На чемпионате мира 2010 года она заняла девятое место с результатом 220 кг. В следующем году её результаты значительно ослабли, она стала поднимать всего 60 кг в рывке и 65 в толчке. На чемпионате мира 2011 года с такими попытками она стала 29-й, а на чемпионате Азии 2012 — одиннадцатой. На чемпионате Азии 2013 года она подняла ещё меньше — всего 50 и 60 килограммов в рывке и толчке, соответственно, заняв итоговое седьмое место.